# Germanenorden

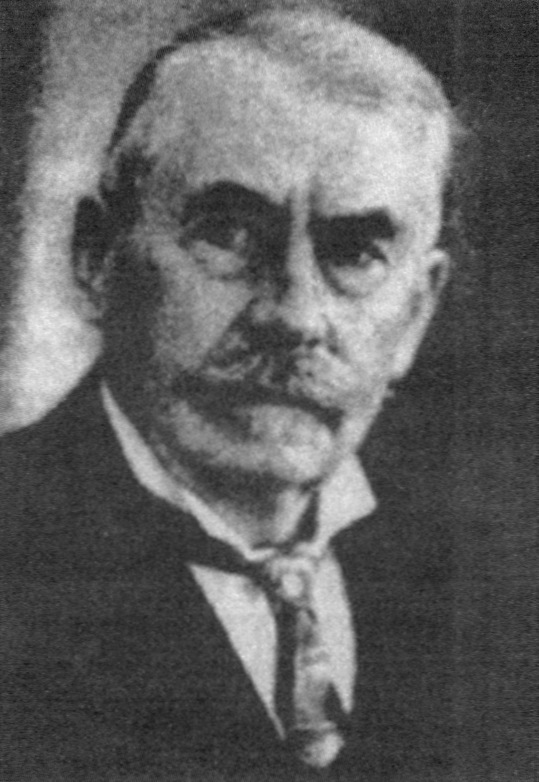
Theodor Fritsch vers 1920.

Le Germanenorden (en allemand : « ordre des Germains ») est une société secrète issue du courant völkisch, fondée en 1912. Son idéologie pangermaniste et antisémite est symbolisée par le svastika dextrogyre. Le Germanenorden semble être la première organisation politique à avoir adopté la croix gammée. De par son emblème, mais surtout en raison de ses thèmes, ce mouvement est l'un des précurseurs du nazisme.

## Histoire
Le Germanenorden est fondé à Leipzig en mars 1912 par Theodor Fritsch, auteur d'un Catéchisme antisémite et traducteur des Protocoles des Sages de Sion. Ce groupuscule entend rassembler différentes associations antisémites. Il constitue une ramification du Reichshammerbund (en), mouvement pangermaniste créé également en 1912 par le même Theodor Fritsch autour de son propre journal, Der Hammer (« Le Marteau »), fondé en 1902, le marteau étant l'emblème du dieu Thor. Le Bund et le Hammer dénoncent un prétendu « complot juif » visant à dominer le monde au détriment des « Allemands de race pure ».
Structuré comme une société secrète, à l'organisation calquée sur celui d'une loge maçonnique, le Germanenorden n'admet que des membres capables de fournir un « certificat d'aryanité ». Son idéologie s'inscrit dans une lignée de type völkisch influencée par les théories racialo-mystiques de l'ariosophe viennois Guido von List. Le mouvement prône la déportation des « Juifs, métis, anarchistes, Tsiganes et autres ennemis de la nation allemande », et appelle à l'instauration d'un empire « armanique » débarrassé des « races inférieures ». Les cérémonies ont lieu en robe blanche et casque à cornes sur fond de musique wagnérienne, avec « lance de Wotan » et croix gammées.
À partir de 1916, son bulletin officiel arbore sur sa couverture un svastika dextrogyre « aux branches courbes, superposé à une croix ».
Le mouvement réunit 451 membres en 1913 sous la direction de son premier grand maître, Hermann Pohl, lequel doit bientôt affronter des luttes de pouvoir internes et voit son autorité contestée au cours de la Première Guerre mondiale. Une scission a lieu alors que les effectifs s'élèvent désormais à plus de 1000 membres. Eberhard von Brockhusen (en) prend la direction de la branche « loyaliste » pendant que Hermann Pohl charge un aventurier du nom de Rudolf Glauer, qui se fait appeler le « baron Rudolf von Sebottendorff », de reconstruire le Germanenorden. C'est chose faite en avril 1918, lorsque Glauer-Sebottendorff refonde l'organisation sous le nom de « Société Thulé ». Celle-ci sera l'une des sources d'inspiration de Hitler et du Parti nazi.
Les militants se donnent également pour mission de recruter des tueurs à des fins d'assassinat politique, par exemple dans un attentat manqué contre le journaliste Maximilian Harden en juillet 1922, ou en août 1921 pour exécuter  l'ancien ministre des Finances Matthias Erzberger, signataire de l'armistice de 1918,. Manfred von Killinger, figure éminente du Germanenorden, est le commanditaire de ce meurtre,, même si la cour d'Offenbourg l'en acquitte en 1925. Inscrit au NSDAP dès la première heure, Killinger deviendra l'un des principaux instigateurs de la Shoah en Roumanie.